# Giá trị vốn hóa thị trường

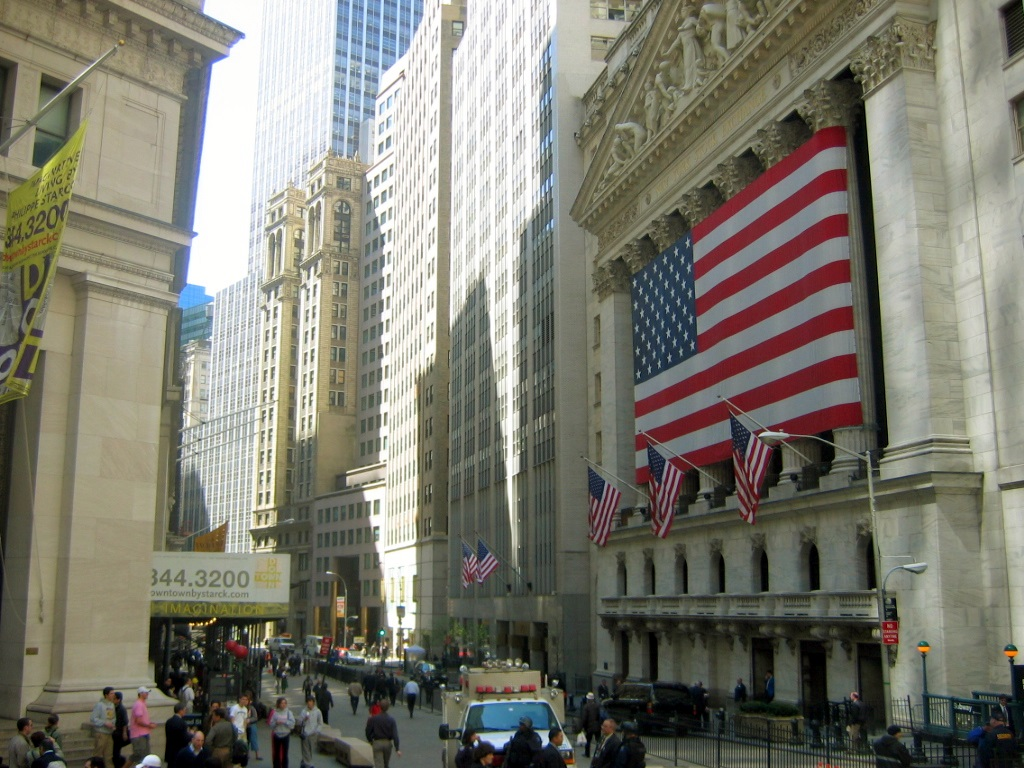
Sở giao dịch chứng khoán New York trên Phố Wall, sàn giao dịch chứng khoán lớn nhất thế giới về tổng giá trị vốn hóa thị trường của các công ty niêm yết.

Giá trị vốn hoá thị trường (tiếng Anh: market capitalization, hoặc rút ngắn thành market cap, còn gọi là giá trị theo thị trường chứng khoán, hay còn gọi là "vốn hóa") là tổng giá trị của số cổ phần của một công ty niêm yết. Đây là sản phẩm có giá trị thị trường của tổng giá trị của số lượng cổ phiếu đang lưu hành của công ty. Các cổ phiếu tự nắm giữ không được tính đến trong việc tính toán vốn hóa thị trường. Giá trị vốn hóa thị trường là thước đo quy mô của một doanh nghiệp, là tổng giá trị thị trường của doanh nghiệp, được xác định bằng số tiền bỏ ra để mua lại toàn bộ doanh nghiệp này trong điều kiện hiện tại (có ý nghĩa trong việc định giá doanh nghiệp). Vốn hóa tổng của các thị trường chứng khoán hoặc các khu vực kinh tế có thể được so sánh với các chỉ số kinh tế khác. Tổng giá trị vốn hóa thị trường của tất cả các công ty giao dịch công khai trên toàn thế giới vào tháng 1 năm 2007 là US$51.2 nghìn tỷ USD và tăng lên ở mức cao 57,5 nghìn tỷ USD vào tháng 5 năm 2008.

## Đánh giá giá trị vốn hóa thị trường
Giá trị vốn hóa thị trường đại diện cho sự đồng thuận của công chúng về giá trị của vốn chủ sở hữu của một công ty. Trong một công ty đại chúng, quyền sở hữu được tự do mua và bán thông qua mua, bán cổ phiếu, cung cấp một cơ chế thị trường (phát hiện giá), mà quyết định giá cổ phiếu của công ty. Giá trị vốn hóa thị trường tương đương với giá thị trường của cổ phiếu nhân với số cổ phiếu phổ thông đang lưu hành. Khi tính giá trị vốn hoá thị trường người ta chỉ tính đến các cổ phiếu phổ thông chứ không tính đến cổ phiếu ưu đãi, vì chỉ cổ phiếu phổ thông mới đem lại cho người sở hữu quyền tham gia điều hành công ty. Tổng giá trị cổ phần còn bao gồm cả các quyền mua cổ phiếu chưa thực hiện và trái phiếu, cổ phiếu chuyển đổi.
Quy mô và tốc độ tăng của giá trị vốn hoá thị trường là thước đo quan trọng, đánh giá thành công hay thất bại của một công ty niêm yết. Tuy vậy, giá trị vốn hóa thị trường còn có thể tăng giảm do nguyên nhân không liên quan gì đến kết quả hoạt động, ví dụ như việc mua lại một công ty khác, bán bớt một số bộ phận của tập đoàn, hay mua lại chính cổ phiếu công ty trên thị trường chứng khoán. Giá trị vốn hóa thị trường phản ánh giá cổ phiếu của một công ty, trong khi giá này có thể thay đổi theo kì vọng của các nhà đầu tư, vì vậy, chỉ số này không phản ánh hoàn toàn chính xác giá trị thực sự của công ty đó.